# Гребля Мерад
Гребля Мерад – гідротехнічна споруда на півночі Алжиру. Одна з найстаріших великих гребель у Північній Африці.
Греблю спорудили з метою іригації на уеді Джабрун (Djabroun) – одному з витоків уеду Надор, що впадає до Середземного моря за кілька кілометрів на захід від Тіпази. Водозбірний басейн вище від споруди становить лише 18 км2, проте рівень опадів у цьому районі становить 900 мм на рік.
У межах проєкту в 1852—1859 роках уеду перекрили земляною греблею висотою 30 метрів та довжиною 106 метрів. Будівництво велось за спрощеною технологією, так що вже станом на 1862 рік осідання насипу в деяких місцях сягнуло 1 метра, що змусило провести роботи з додаткової відсипки. Лише в 1868-му гребля отримала бічний водоскид з порогом на 6 метрів нижче гребеню споруди, який міг перепускати під час повені до 30 м3/с (під час будівництва перепуск води здійснювали за допомогою тунелю діаметром 3 метри). При заповненні водосховища до рівня порога водоскиду об’єм водойми становив біля 0,5 млн м3.
Станом на 2004 рік об’єму водосховища греблі Мерад оцінювався лише у 0,2 млн м3.